# Nikita Gojlo
Nikita Sergeevič Gojlo (in russo Никита Сергеевич Гойло?; San Pietroburgo, 10 agosto 1998) è un calciatore russo, portiere dello Zenit San Pietroburgo.

## Carriera

### Club
Cresciuto nel settore giovanile dello Zenit San Pietroburgo, dal 2018 al 2020 ha giocato 25 partite tra la seconda e la terza divisione russa con la squadra riserve. Nel 2020 è passato in prestito all'Akron Togliatti, dove ha trascorso due stagioni in seconda divisione. Successivamente, nel febbraio del 2022, è stato ceduto in prestito al Nižnij Novgorod, con cui ha debuttato in Prem'er-Liga il 2 maggio dello stesso anno, in occasione dell'incontro pareggiato 2-2 contro l'Arsenal Tula.

### Nazionale
Ha rappresentato le nazionali giovanili russe Under-18 ed Under-20.

## Statistiche

### Presenze e reti nei club
Statistiche aggiornate al 30 luglio 2022.
| Stagione        | Squadra              | Campionato      | Campionato | Campionato | Coppe nazionali | Coppe nazionali | Coppe nazionali | Coppe continentali | Coppe continentali | Coppe continentali | Altre coppe | Altre coppe | Altre coppe | Totale | Totale |
| Stagione        | Squadra              | Comp            | Pres       | Reti       | Comp            | Pres            | Reti            | Comp               | Pres               | Reti               | Comp        | Pres        | Reti        | Pres   | Reti   |
| --------------- | -------------------- | --------------- | ---------- | ---------- | --------------- | --------------- | --------------- | ------------------ | ------------------ | ------------------ | ----------- | ----------- | ----------- | ------ | ------ |
| 2018-2019       | Zenit-2              | 1D              | 12         | -23        |                 | -               | -               |                    | -                  | -                  |             | -           | -           | 12     | -23    |
| 2019-2020       | Zenit-2              | 2D              | 13         | -9         |                 | -               | -               |                    | -                  | -                  |             | -           | -           | 13     | -9     |
| 2020-2021       | Akron Togliatti      | 1D              | 13         | -15        | CR              | 0               | 0               |                    | -                  | -                  |             | -           | -           | 13     | -15    |
| 2021-feb. 2022  | Akron Togliatti      | 1D              | 5          | -3         | CR              | 0               | 0               |                    | -                  | -                  |             | -           | -           | 5      | -3     |
| feb.-giu. 2022  | Pari Nižnij Novgorod | PL              | 4          | -3         | CR              | 0               | 0               |                    | -                  | -                  |             | -           | -           | 4      | -3     |
| 2022-2023       | Pari Nižnij Novgorod | PL              | 0          | 0          | CR              | 0               | 0               |                    | -                  | -                  |             | -           | -           | 0      | 0      |
| Totale carriera | Totale carriera      | Totale carriera | 47         | -53        |                 | 0               | 0               |                    | -                  | -                  |             | -           | -           | 47     | -53    |

## Palmarès

### Club

#### Competizioni nazionali
- Supercoppa di Russia: 1

Zenit San Pietroburgo: 2023